# BIR TV
BIR TV o BIR Televizija es un canal de televisión bosnio comercial por cable/IPTV con sede en Sarajevo operado por la Comunidad Islámica de Bosnia y Herzegovina. La sede de Radio y Televisión de la Comunidad Islámica de Bosnia y Herzegovina - BIR está ubicada en el edificio de la Biblioteca Gazi Husrev-bey en Sarajevo (Gazi Husrev-begova 56A).
La estación de televisión se estableció el 24 de abril de 2020, que también fue el primer día del Ramadán, y transmite programas religiosos y educativos. El programa se produce principalmente en idioma bosnio en alta definición.
Además de BIR TV HD, la Comunidad Islámica de Bosnia y Herzegovina es, a través de Media centar doo Sarajevo, también propietaria del semanario Preporod, la estación de radio islámica Radio BIR, la agencia de noticias MINA y el sitio web Preporod.info.